# Championnat de Bahreïn de football 1998-1999
Navigation
Saison précédente Saison suivante
La saison 1998-1999 du Championnat de Bahreïn de football est la quarante-troisième édition du championnat national de première division à Bahreïn. Les dix meilleures équipes du pays sont regroupées au sein d'une poule unique où elles s'affrontent deux fois, à domicile et à l'extérieur. En fin de saison, le dernier du classement est relégué et remplacé par la meilleure équipe de deuxième division tandis que l'avant-dernier doit affronter le vice-champion de D2 en barrage de promotion-relégation.
C'est Al Muharraq Club qui remporte la compétition, après avoir terminé en tête du classement final, avec neuf points d'avance sur Al-Ahli Club et onze sur le tenant du titre, Riffa Club. C'est le vingt-quatrième titre de champion de Bahreïn de l'histoire du club.
Finalement, la fédération bahreïnie change d'avis à l'issue de la saison et décide d'élargir le championnat à 12 équipes : Al Hilal Bahrain, initialement relégué, est repêché, tout comme Qalali FC, perdant du barrage de promotion-relégation.

## Les clubs participants
- Al Muharraq Club
- Riffa Club
- East Riffa
- Essa Town FC
- Al Hilal Bahrain
- Busaiteen Club - Promu de D2
- Al-Ahli Club
- Bahrain Club
- Budaiya Club
- Al Hala SC

## Compétition

### Classement
Le classement est établi sur le barème de points classique (victoire à 3 points, match nul à 1, défaite à 0).
| Rang | Équipe           | Pts | J  | G  | N  | P  | Bp | Bc | Diff |
| ---- | ---------------- | --- | -- | -- | -- | -- | -- | -- | ---- |
| 1    | Al Muharraq Club | 39  | 18 | 12 | 3  | 3  | 40 | 11 | +29  |
| 2    | Al-Ahli Club     | 30  | 18 | 8  | 6  | 4  | 26 | 21 | +5   |
| 3    | Riffa ClubT      | 28  | 18 | 7  | 7  | 4  | 31 | 24 | +7   |
| 4    | Bahrain Club     | 23  | 18 | 5  | 8  | 5  | 30 | 29 | +1   |
| 5    | Essa Town FC     | 22  | 18 | 4  | 10 | 4  | 29 | 30 | -1   |
| 6    | East RiffaC      | 21  | 18 | 4  | 9  | 5  | 26 | 27 | -1   |
| 7    | Al Hala SC       | 20  | 18 | 3  | 11 | 4  | 20 | 23 | -3   |
| 8    | Busaiteen ClubP  | 19  | 18 | 4  | 7  | 7  | 27 | 29 | -2   |
| 9    | Budaiya Club     | 19  | 18 | 4  | 7  | 7  | 15 | 33 | -18  |
| 10   | Al Hilal Bahrain | 13  | 18 | 3  | 4  | 11 | 17 | 34 | -17  |

|  | Qualification pour la Coupe du golfe des clubs champions 2000            |
|  | Participation au barrage de promotion-relégation                         |
|  | Relégation en deuxième division                                          |
|  | T : Tenant du titre C : Vainqueur de la Coupe du Bahreïn P : Promu de D2 |

### Matchs

#### Barrage de promotion-relégation
| Équipe 1          | Résultat | Équipe 2       | Aller | Retour |
| ----------------- | -------- | -------------- | ----- | ------ |
| Budaiya Club (D1) | 5 - 2    | (D2) Qalali FC | 2 - 2 | 3 - 0  |

- À la suite de la modification du championnat par la fédération à l'issue du barrage, Qalali FC est promu en première division.

## Bilan de la saison
| Championnat de Bahreïn de football 1998-1999                        |                              |
| Champion                                                            | Al Muharraq Club (24e titre) |
| Coupes et trophées                                                  |                              |
| Vainqueur de la Coupe de Bahreïn 1998-1999                          | East Riffa                   |
| Qualifications continentales                                        |                              |
| Coupe d'Asie des clubs champions 1999-2000                          | Aucun                        |
| Coupe des Coupes 1999-2000                                          | Aucun                        |
| Coupe du golfe des clubs champions 2000                             | Riffa Club                   |
| Promotions et relégations                                           |                              |
| Promus en Bahraini Premier League                                   | Qalali FC                    |
| Promus en Bahraini Premier League                                   | Malkiya Club                 |
| Relégués en Championnat de Bahreïn de football de deuxième division | Aucun                        |